# Folkets hus, Sundbyberg

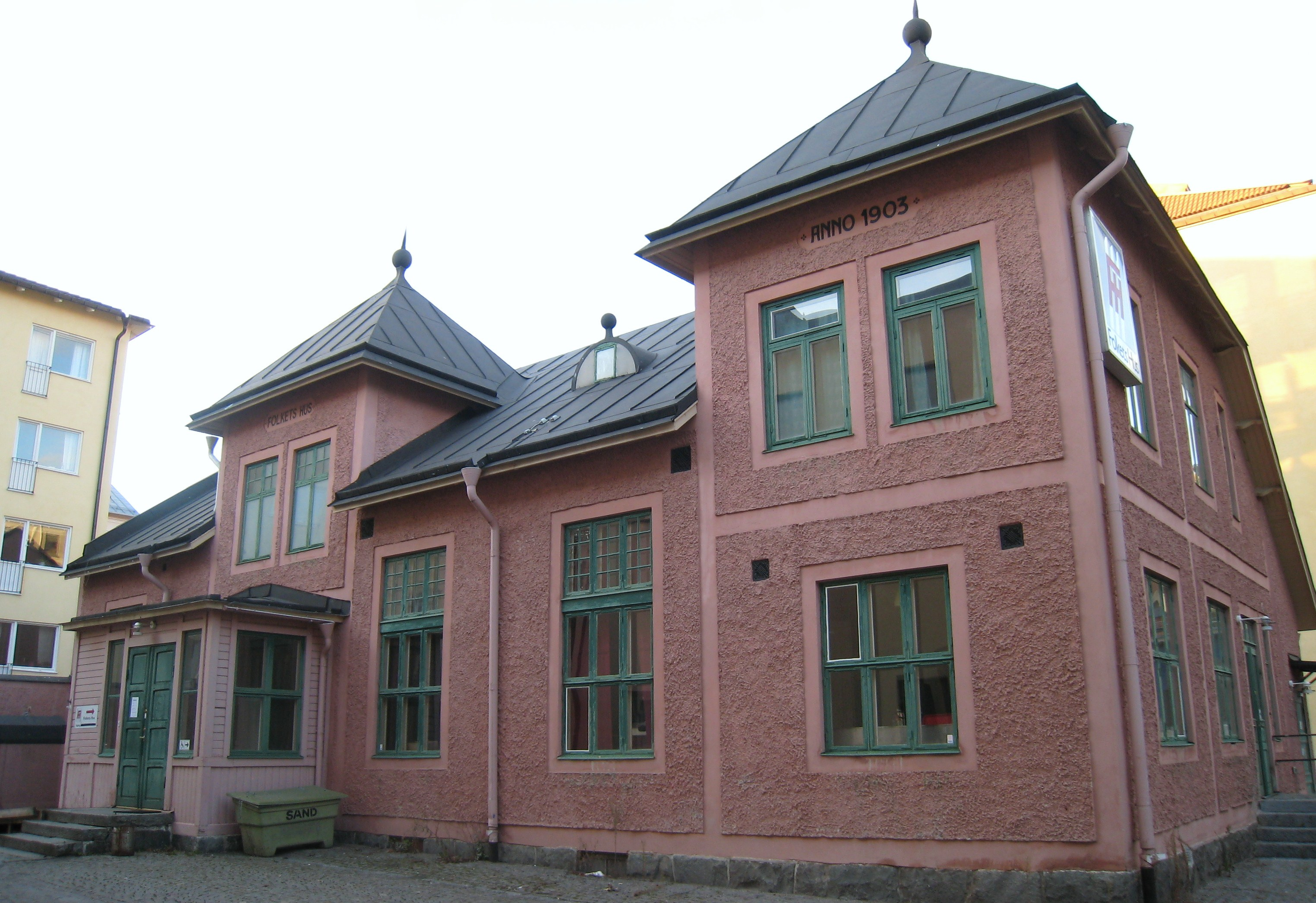
Folkets hus, Sundbyberg

Folkets hus är en byggnad i kvarteret Råsten i centrala Sundbyberg. Byggnaden uppfördes 1903 och innehåller lokaler för möten, konferenser och fester. Den stora salen rymmer upp till 100 personer.
Anläggningen ägs av Föreningen Folkets hus i Sundbyberg u.p.a genom sitt helägda dotterbolag Folkets Hus Sundbyberg AB .

## Historik
Folketshusföreningen bildades 1899 och köpte tomten i kvarteret Råsten och uppförde byggnaden som invigdes av Hjalmar Branting. 1930 tog man i bruk en ny, större och modernare byggnad mot Sturegatan, med såväl biograf som teatersalong. Den byggnaden såldes 1999 och är nu det kommunala Allaktiviteshuset. Föreningen återgick till det ursprungliga huset, som ligger inne på gården.